# Sei Kera Hilir I
Sei Kera Hilir I is een bestuurslaag in het regentschap Medan van de provincie Noord-Sumatra, Indonesië. Sei Kera Hilir I telt 10.713 inwoners (volkstelling 2010).